# Мыльниково (Курганская область)
Мыльниково — село в Шадринском районе Курганской области России. Административный центр и единственный населённый пункт Мыльниковского сельсовета.

## География
Село находится на северо-западе Курганской области, в пределах юго-западной части Западно-Сибирской равнины, в лесостепной зоне, на левом берегу реки Исети, на расстоянии примерно 5 километров (по прямой) к западу от города Шадринска, административного центра района. Абсолютная высота — 82 метра над уровнем моря.

### Климат
Климат характеризуется как резко континентальный, с холодной продолжительной малоснежной зимой и тёплым сухим летом. Средняя температура воздуха самого холодного месяца (января) составляет −18 °C (абсолютный минимум — −50 °С); самого тёплого месяца (июля) — 18 °C (абсолютный максимум — 41 °С). Безморозный период длится 192—196 дней. Годовое количество атмосферных осадков — 320—470 мм, из которых большая часть выпадает в тёплый период. Продолжительность периода с устойчивым снежным покровом равна 150—160 дням.

## История
До 1917 года в составе Сухринской волости Шадринского уезда Пермской губернии. По данным на 1926 год село Мыльниковское состояло из 155 хозяйств. В административном отношении являлось центром Мыльниковского сельсовета Шадринского района Шадринского округа Уральской области.

## Население
| 1989 | 2002 | 2010 | 2012 | 2013 | 2014 | 2015 |
| ---- | ---- | ---- | ---- | ---- | ---- | ---- |
| 652  | ↗658 | ↘631 | ↘629 | ↗635 | ↗636 | →636 |
| 2016 | 2017 | 2018 | 2019 | 2020 |      |      |
| ↗637 | ↘607 | ↘593 | ↘575 | ↘561 |      |      |

По данным переписи 1926 года в селе проживало 733 человека (347 мужчин и 386 женщин), в том числе: русские составляли 100 % населения.

### Гендерный состав
По данным Всероссийской переписи населения 2010 года в гендерной структуре населения мужчины составляли 46,8 %, женщины — соответственно 53,2 %.

### Национальный состав
Согласно результатам Всероссийской переписи населения 2002 года, в национальной структуре населения русские составляли 96 %.